# 先蚕坛
39°55′54″N 116°23′31″E / 39.931771°N 116.391842°E

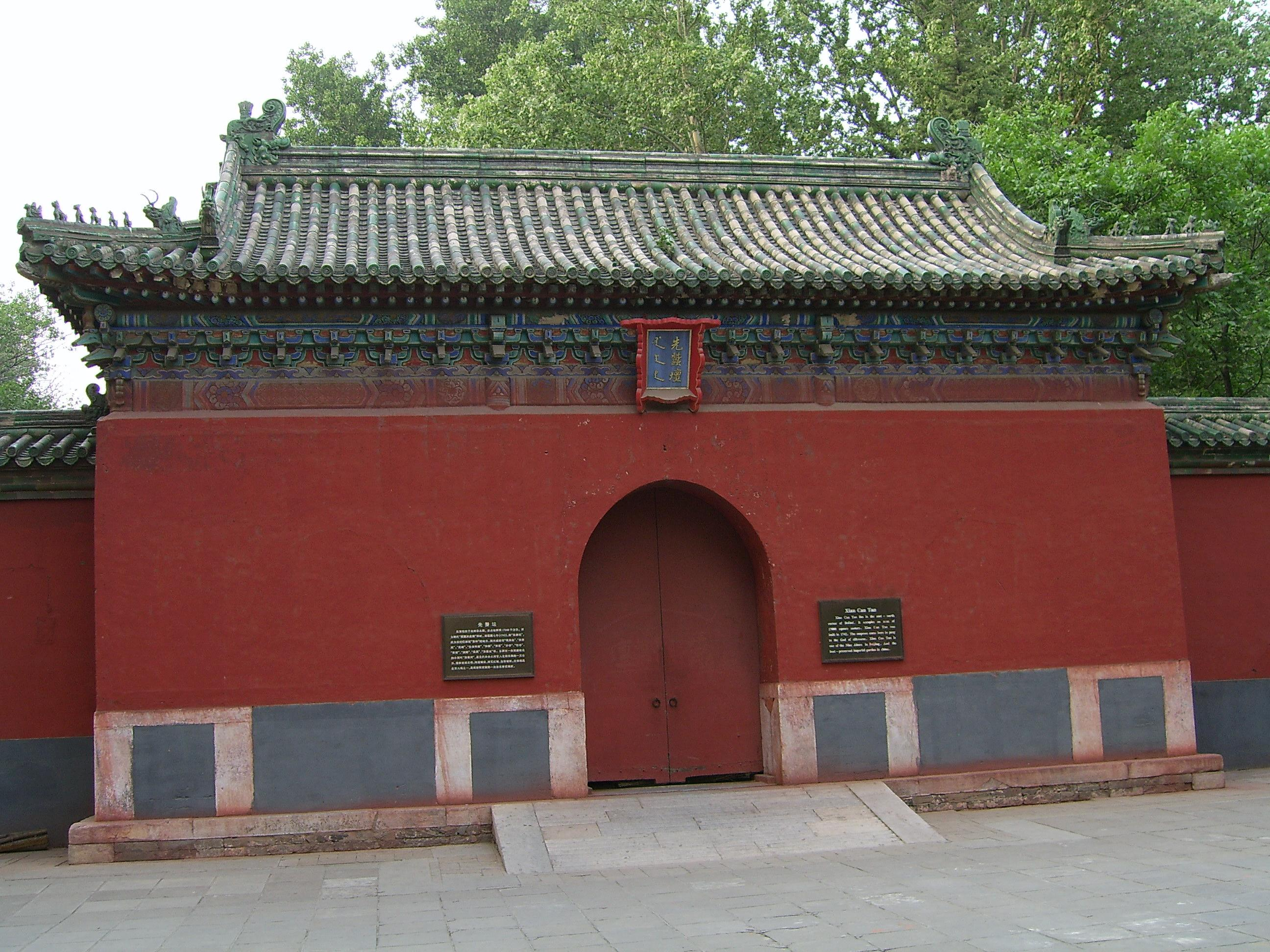
先蚕坛大门

先蠶壇，是清朝皇帝的后妃们祭祀蠶神嫘祖的地方，为北京的九坛八庙之一，现为北海幼儿园所在地。
先蚕坛的地点在历史上屡有变更。最初是明代嘉靖九年设立于安定门外，后来因“礼部上言，皇后出郊亲蚕不便”，又在次年十月，改筑先蚕坛于西苑仁寿宫侧，清代乾隆年间，于西苑东北隅重建，这个地方原先是明代雷霆洪应殿旧址，经过两年的施工，于乾隆九年的三月正式竣工。
先蚕坛是明朝雷霆洪应殿的旧址，现院内种有很多桑树，东面有一条小河，名为“浴蚕河”。主殿是亲蚕殿。殿内悬挂乾隆御笔的匾额：“葛覃遗意”；并有对联：“视履六宫基化本，授衣万国佐皇猷”。
清朝时，每年春季第二个月的已日，由皇后或她派人来此祭祀蚕神，並舉行親蠶禮。宣统退位后，先蚕坛祭祀蚕神和躬桑礼随即废止，先蚕坛也从此闲置。